# Rezerwat przyrody Pupy
Leśny rezerwat przyrody Pupy – położony jest na terenie gminy Świętajno w województwie warmińsko-mazurskim, na terenie leśnictwa Niedźwiedzi Kąt, Nadleśnictwa Spychowo. Powołany dla ochrony: starodrzewu mieszanego złożonego z świerka, sosny, dębu i buka. Około 30% drzewostanu stanowią drzewa liczące ponad 100 lat, a niektóre mają nawet ponad 250 lat. Występują drzewa pomnikowe. Rezerwat leży na terenie Puszczy Piskiej.
Rezerwat utworzony został w 1995 roku, ma 58,12 ha. Rezerwat jest położony na Równinie Mazurskiej oraz urozmaicony niedużymi zabagnieniami. Większość stanowi las mieszany dębowo-sosnowo-świerkowy (ok. 80%), a pozostałą część zajmują: oles, bór mieszany świeży, torfowiska niskie i przejściowe. Na jego terenie znajduje się dwukilometrowa ścieżka dydaktyczna.
Nazwa rezerwatu pochodzi od przedwojennej, niemieckiej nazwy miejscowości Puppen, którą po wojnie przemianowano na Pupy. W 1959 r. zmieniono tę kontrowersyjną nazwę na zaczerpnięte z powieści Henryka Sienkiewicza Spychowo. Aby zachować historyczną nazwę, leśnicy postanowili nazwać tak pobliski rezerwat.
W rezerwacie i jego najbliższej okolicy odnotowano występowanie 28 gatunków ssaków, 38 gatunków ptaków lęgowych, 13 gatunków ptaków przelotnych, 10 gatunków płazów, 3 gatunki gadów, a także 13 gatunków drzew, 7 gatunków krzewów, 105 roślin zielnych i 16 gatunków mchów. Wyróżniono tu dotychczas 100 gatunków porostów i grzybów naporostowych. Występuje tu 16 taksonów objętych ochroną gatunkową oraz 28 zagrożonych w Polsce wymarciem. Spośród porostów odnotowanych występuje puchlinka ząbkowata (Thelotrema lepadinum), której stanowisko w tym obiekcie jest jedynym znanym dotychczas na terenie Puszczy Piskiej.

## Gatunki roślin chronionych
- lilia złotogłów (Lilium martagon)
- wawrzynek wilczełyko (Daphne mezereum)
- bagno zwyczajne (Ledum palustre).